# Sally Farmer
Sally Farmer (20 de maio de 1976) é uma basquetebolista neozelandesa.

## Carreira
Sally Farmer integrou a Seleção Neozelandesa de Basquetebol Feminino em Atenas 2004, terminando na oitava posição.